# Bajnok (keresztnév)
A Bajnok magyar eredetű férfinév, eredeti jelentése: bajvívó, harcos.

## Gyakorisága
Az 1990-es években szórványosan fordult elő, a 2000-es években nem szerepel a 100 leggyakoribb férfinév között.

## Névnapok
- március 4.[2]
- június 24.[2]